# Pieter Christoffel Wonder
Pieter Christoffel Wonder (Utrecht, 10 de gener de 1780 - Amsterdam, 12 de juliol de 1852) fou un pintor neerlandès, actiu a Anglaterra.

## Biografia
Wonder va apendre per ell mateix en gran part fent còpies dels Vells Mestres, tot i que entre 1802 i 1804 va assistir a classes al Kunstakademie Düsseldorf. El 1807 va establir la Societat d'art Kunstliefde a Utrecht juntament amb altres artistes com Jan Kobell, i va ser el seu Director.
De 1823 a 1831, va treballar a Anglaterra, on va ser conegut com a pintor de retrat, però també va pintar algunes escenes d'interior i còpies d'obres de Raphael.

## Obra

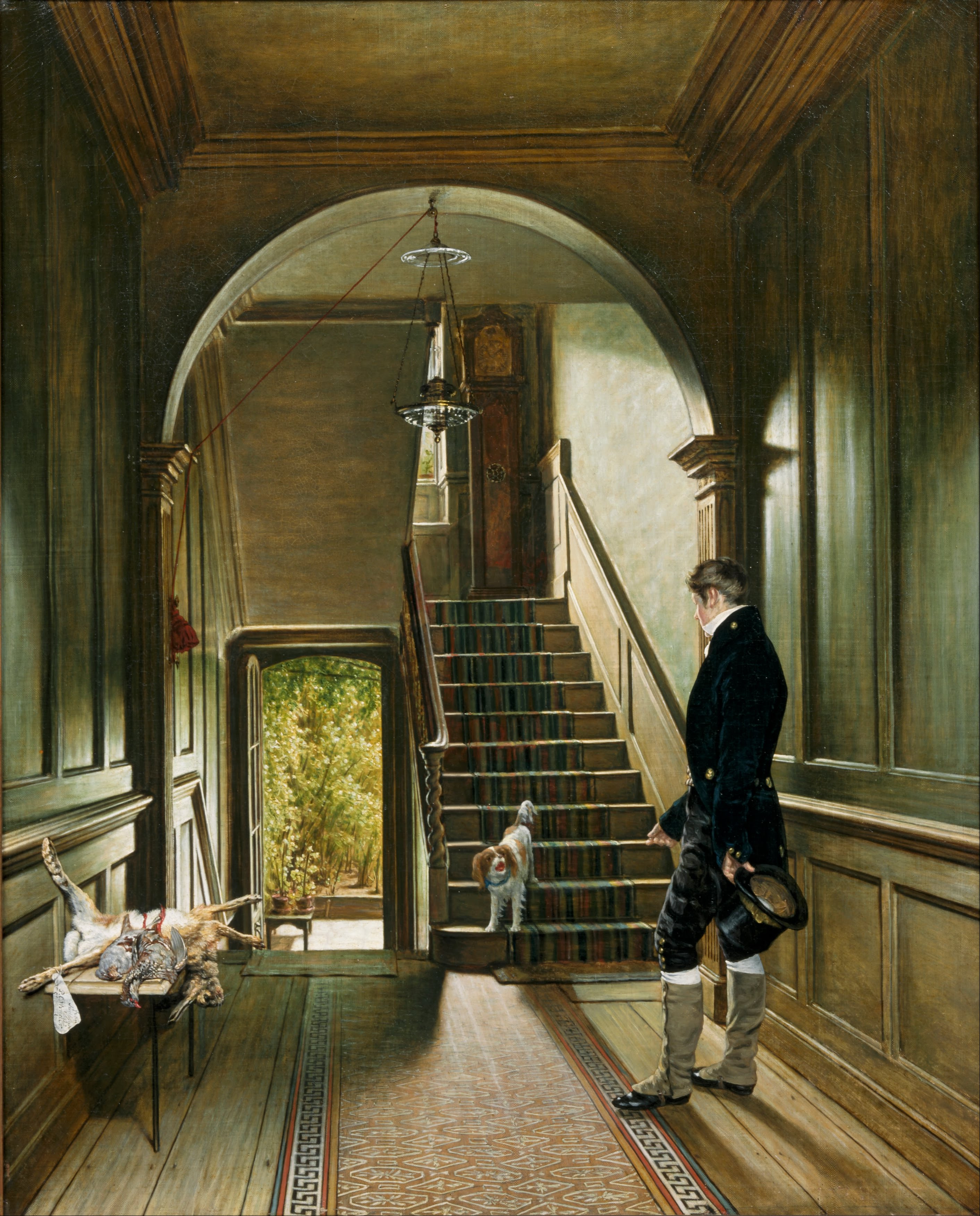
Het trappenhuis van de Londense woning van de schilder, 1828 (El forat de l'escala de la casa de Londres del pintor)

- El forat de l'escala de la casa de Londres del pintor (1828)

Pintura del 1828 ubicada al Museu Centraal d'Utrecht, als Països Baixos. En el primer semestre del 2014 un estudiant d'art de la Universitat Oberta dels Països Baixos va realitzar una investigació sobre la pintura i va acostar amb el que ell creu que seria el significat desconegut i ocult d'aquesta pintura: la història d'un drama polític des del principi de la segle xix i un tret accidental a la finca de Hertford Sudbourne. En aquest escenari, l'home del barret és el primer ministre britànic Frederick John Robinson (Lord Goderich). D'acord amb aquesta interpretació, la llebre i el gos són Sir Henry Frederick Cooke i el rei Jorge IV i la pintura representa la renúncia de Robinson com a primer ministre el gener de 1828.
- De Tijd, (1810), (Rijksmuseum)
- Retrat de Jacob van Strij, (1812), (Museu de Dordrecht)
- Retrat d'Abraham van Strij, (1812), (Museu de Dordrecht)
- Retrat de Martinus Schouman (1812), (Museu de Dordrecht)
- Retrat de Professor Jan Bleuland, (Universiteit Museum Utrecht)
- Retrat de Philip Willem van Heusde
- Retrat de Constantia barones Lampsins (1807), (Zeeuws maritiem muZEEum, Vlissingen)
- Jonge vrouw, die bloemen water geeft
- Familieportret de Bruyn de Neve
- Vrouw met schaal bij waterpomp
- Retrat de Jan Otto van Beek (1816-1898)

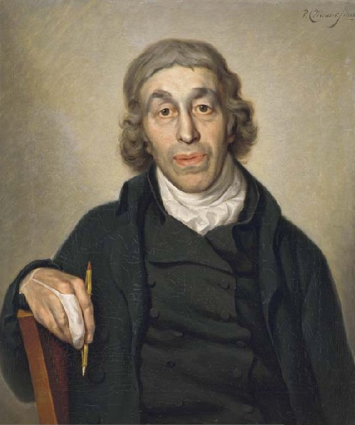
Retrat de Jacob van Strij, door Pieter Christoffel Wonder (1812)
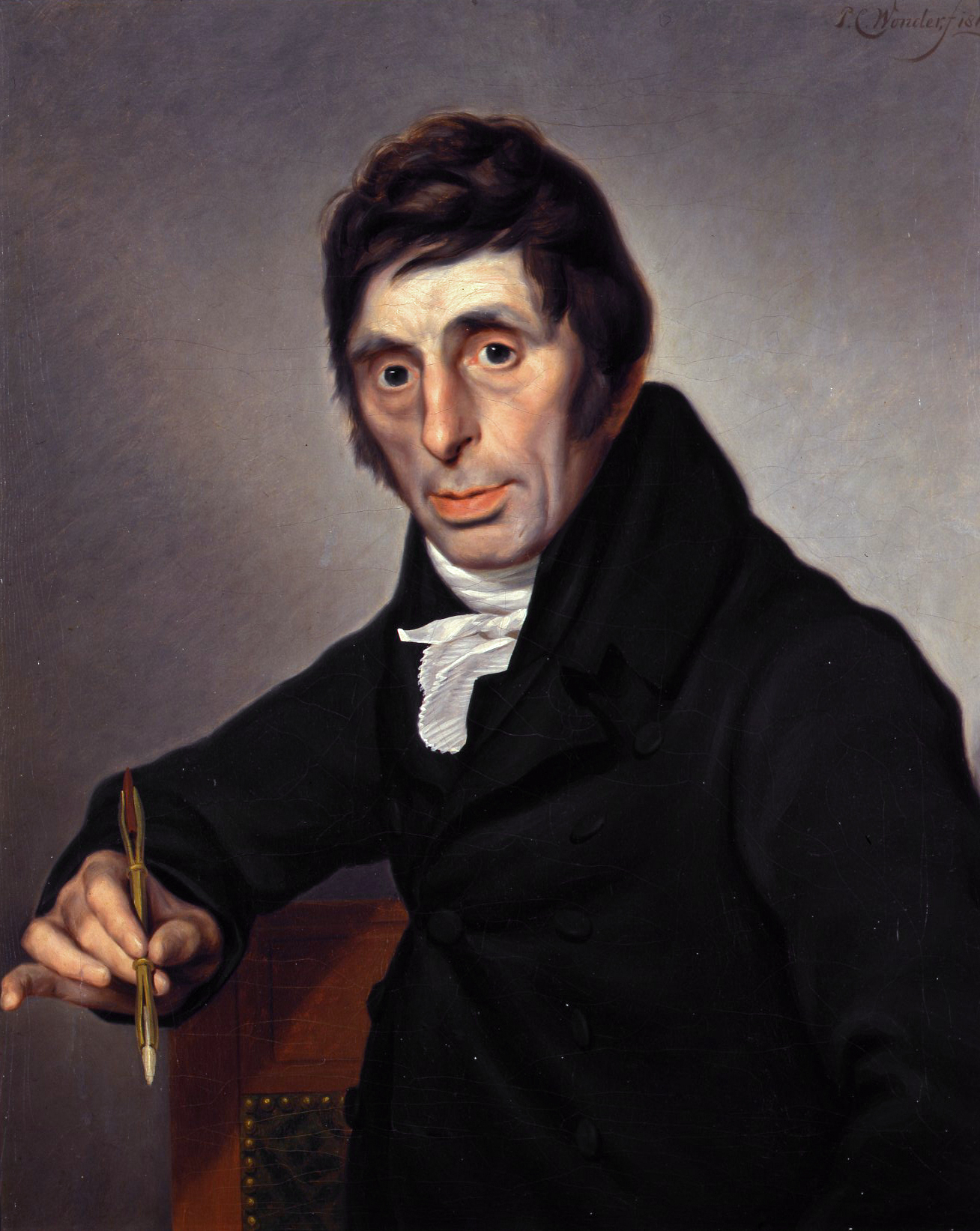
Retrat de Abraham van Strij, door Pieter Christoffel Wonder (1812)
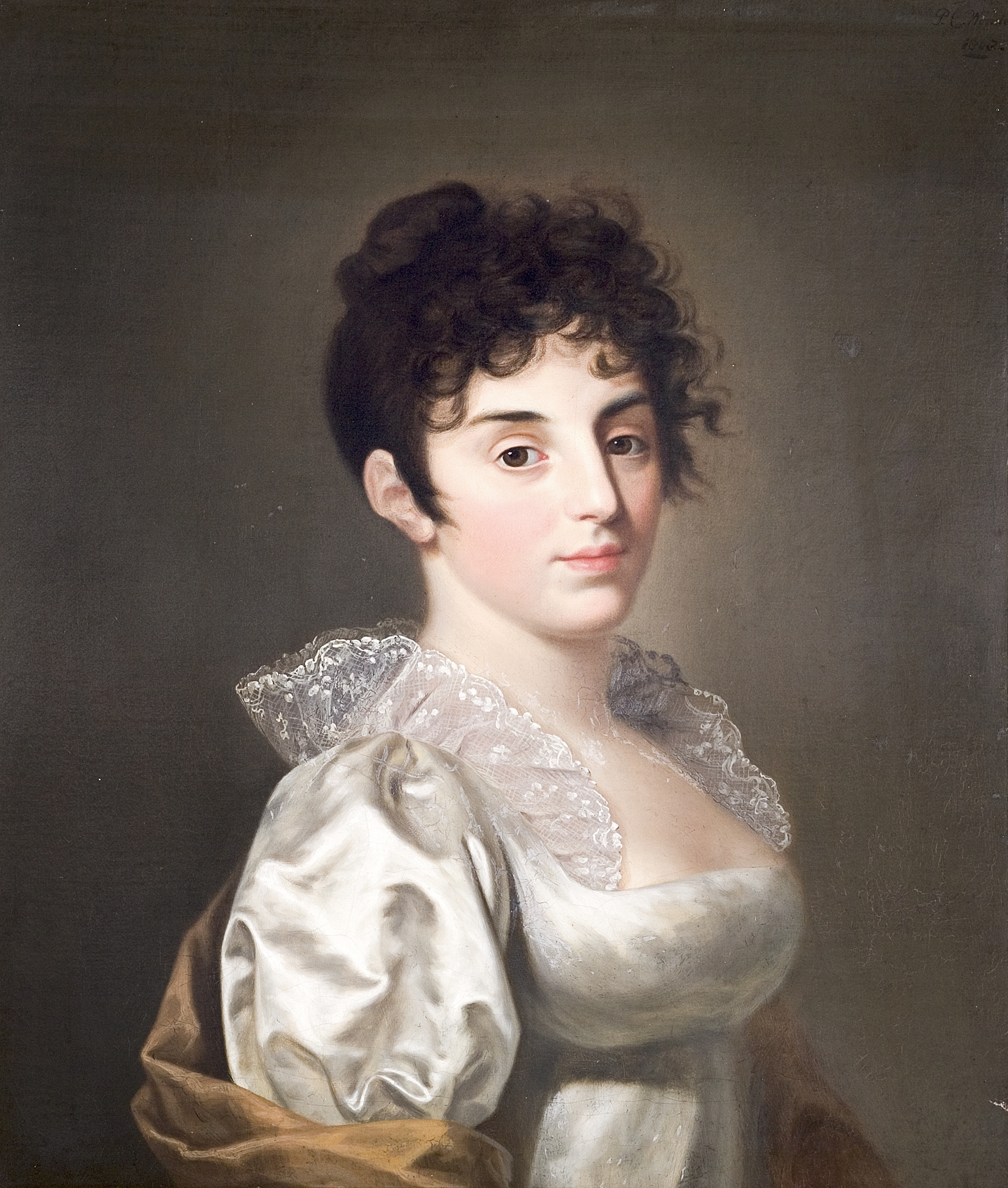
Retrat de Constantia barones Lampsins, door P.C. Wonder Collectie: Zeeuws maritiem muZEEum
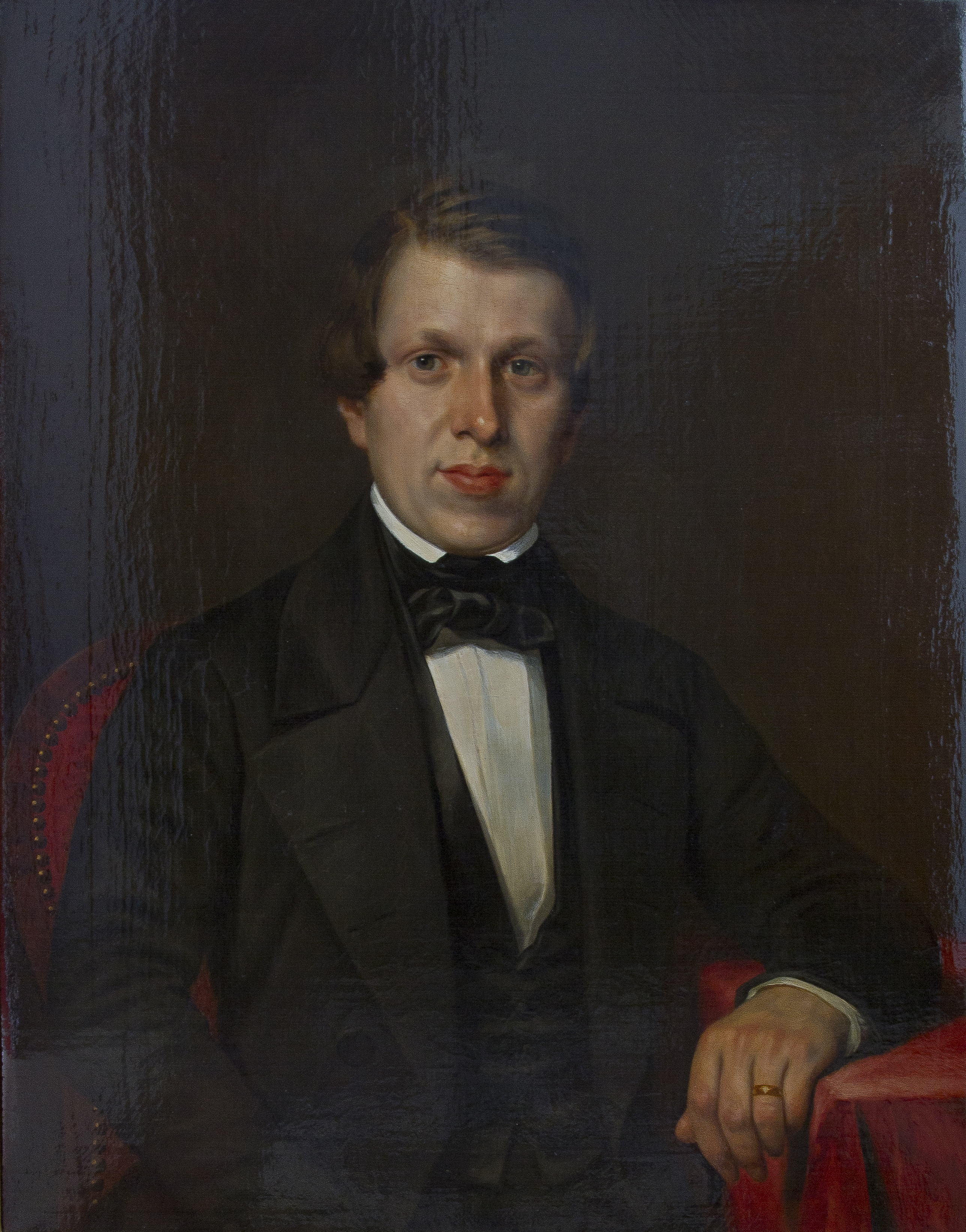
Retrat de Jan Otto van Beek (1816-1898)